# Dolores Gasset Chinchilla
Dolores Gasset y Chinchilla (Pontevedra, 1860-Puente Genil, 1939) fue una mujer española, hija de Eduardo Gasset y Artime, fundador del periódico El Imparcial. Fue esposa de José Ortega Munilla y madre del reconocido pensador y filósofo español José Ortega y Gasset.